# Saint Dragon
Saint Dragon è un videogioco arcade di tipo shoot'em up, pubblicato da Jaleco nel 1989. Assomiglia molto a Dragon Breed, un arcade uscito lo stesso anno. Fu poi convertito da The Sales Curve nel 1990 per Amiga e Atari ST e per altri home computer e sistemi dell'epoca.

## Trama
In una galassia molto lontana tutti vivevano in pace e serenità. Ma una razza aliena di cyborg malvagi conquistò poi la maggior parte dell'universo conosciuto e ora si prepara a invadere il pianeta del Drago d'oro: l'unico che può fermare il terrore è il potente Drago meccanico, chiamato dal popolo di Drago d'oro Saint Dragon. Egli parte per combattere contro l'esercito cyborg e liberare il pianeta Drago d'oro e tutti gli altri pianeti oppressi dai cyborg malvagi.

## Modalità di gioco
Il gioco è uno sparatutto a scorrimento orizzontale alla guida di una navicella spaziale che rappresenta la testa del drago, con un corpo meccanico snodato serpentiforme che ne segue i movimenti. Normalmente si possono sparare proiettili verso destra, ma sono disponibili vari potenziamenti e power-up. Si può aumentare la potenza di fuoco raccogliendo i vari pod energetici che i nemici rilasciano quando vengono distrutti. Si può usare il corpo del drago come scudo per proteggere la testa (l'unica parte sensibile ai colpi nemici). Il giocatore sarà impegnato in sei livelli a difficoltà crescente, con boss finale.

### Armamento
Durante il gioco si possono prima distruggere dei pod colorati e successivamente raccogliere le lettere che rilasceranno, che donano armi e bonus aggiuntivi.
- N, allo sparo viene aggiunta una torpedine fino a un massimo di cinque.
- S, velocità aumentata fino a un massimo di tre volte.
- P, viene aumentata la potenza delle armi fino a un massimo di cinque.
- L, sparo laser colorato a cerchio.
- B, sparo a due sfere che rimbalzano sulle pareti e nemici.
- F, sparo a fiamma, il più letale.
- T, sparo a due palle di fuoco a ricerca semiautomatica.
- H, invincibilità temporanea.